# Clastobryum novo-guinense
Clastobryum novo-guinense är en bladmossart som beskrevs av Pierre Tixier 1977. Clastobryum novo-guinense ingår i släktet Clastobryum och familjen Sematophyllaceae. Inga underarter finns listade i Catalogue of Life.